# Bisonbuske
Bisonbuske (Shepherdia argentea, även silverbisonbuske) är en havtornsväxtart som först beskrevs av Frederick Traugott Pursh, och fick sitt nu gällande namn av Thomas Nuttall. Shepherdia argentea ingår i släktet Shepherdia (bisonbusksläktet) och familjen havtornsväxter. Inga underarter finns listade i Catalogue of Life.